# Dorcopsulus vanheurni
Dorcopsulus vanheurni е вид бозайник от семейство Кенгурови (Macropodidae). Видът е почти застрашен от изчезване.

## Разпространение
Разпространен е в Индонезия и Папуа Нова Гвинея.